# 大前神社
大前神社（おおさきじんじゃ）は栃木県真岡市にある神社。式内社。旧社格は県社。

## 祭神
- 福の神「だいこく様」（大国主大神）
- その御子神「えびす様」（事代主大神）
- 配祀神として天照皇大御神、八百万の神

氏子崇敬者から中古より「大前さま」「大前大権現」と呼ばれ、今日も古老は「権現さま」、多くは「大前さま」の名で親しまれている。

## 歴史
延喜式内大前神社の鎮座する聖地「大前（おおさき）」は、古代の口碑に「神代の霊地」と伝わる。大前という由来は、神地境内隣接の北地にかつて「芳賀沼」が存在し、その大突端に位置することから大前（崎）神社と称されたものである。神護景雲年中（767年 - 770年）に社殿が再建されており、一千五百有余年の歴史を持つ。平安期には、常陸国坂東の東叡山黒子千妙寺の末寺を別当寺として祀り、本社は神仏習合により薬師如来を配していた。また、承平5年（935年）平将門は承平天慶の乱を興すに至り、大前神社にて合戦勝利の祈願をし、勤行を五行川の御手洗に為したと伝わっている。中世、坂東の荒武者「紀清両党」の芳賀氏は、本社東に若色城を、次いで大前神社南に御前城を築き、22代芳賀十郎清原高定に至るまで大前神社社領守護職を兼ねた。
かつて例大祭には、「頭（とう）」と唱え、猪鹿の頭を供えた故事が伝えられており、神饌には鹿肉と鹿頭を献じたという。現在も、例大祭では鹿肉が神饌として供えられる。また、拝殿大床天井には三尾の神使の鯉が描かれ、拝殿天井には昇竜に権化した姿が描かれている。本殿にも、雌雄の鯉と琴音仙人の鯉が彫られている。神使の鯉にちなんで、心願が成就すると元気な鯉を神前に奉納し、祓いを受け御神酒を注ぎ、五行川に放流する風習が伝えられている。
なお、境内地には「日本一えびす様大前恵比寿神社」が鎮座している。

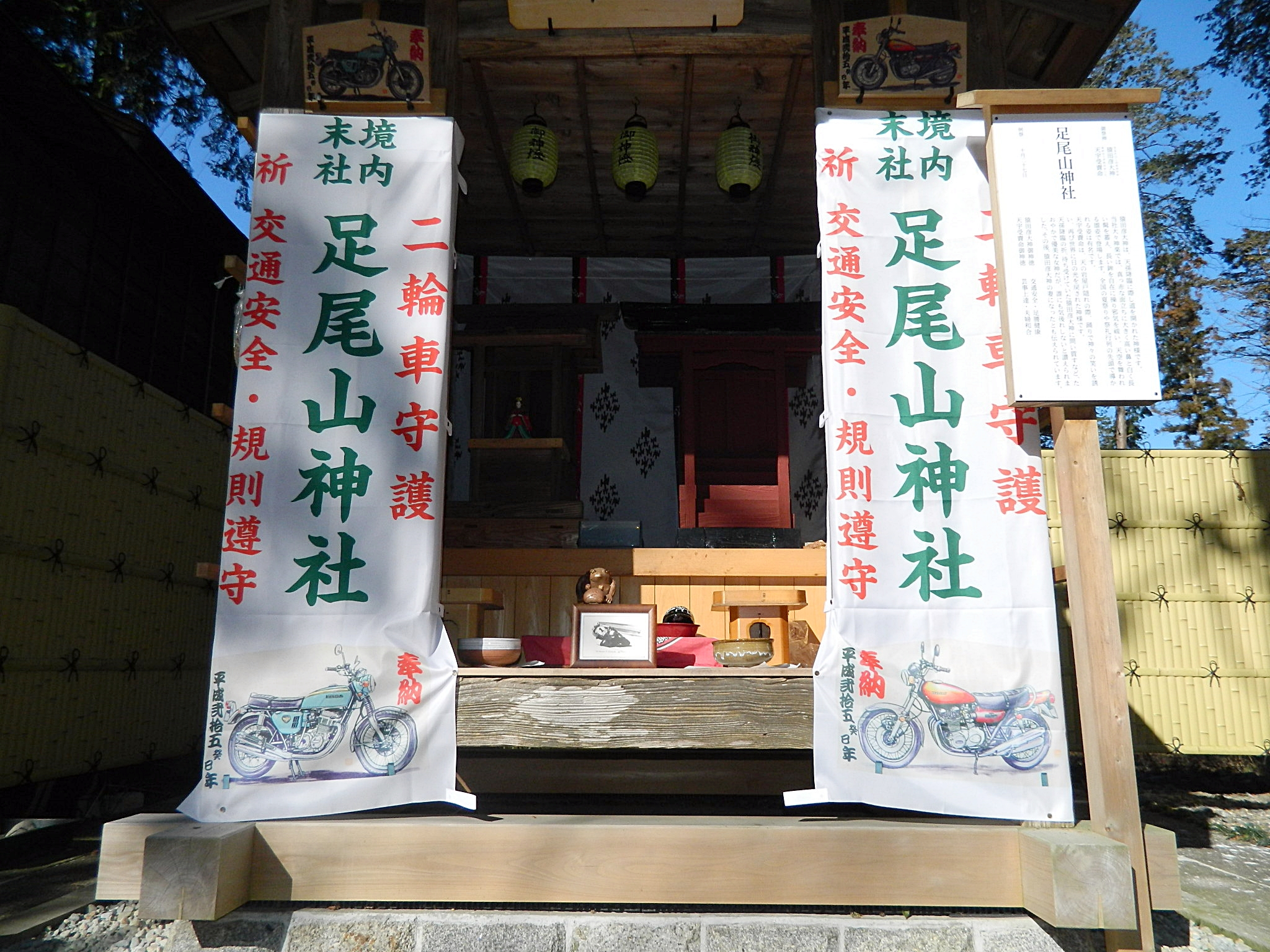
足尾山神社（バイク神社）

2013年（平成25年）11月9日、東日本大震災により解体を余儀なくされた第二鳥居が県内杉材にて再建された。また、第62回神宮式年遷宮の記念行事で本殿裏側に鎮座する摂社・末社の整備事業が行われた。中でも末社の足尾山神社は、日本で最初の二輪車・バイクの交通安全を願う神社として鎮座しており、毎年県内外より月800人から1,000人のライダーが参拝している。
2017年（平成29年）には御造替1250年を迎え、額殿や神楽殿、社務所等の移築改修工事等の記念事業を推進している。同年2月3日の大節分祭・追儺式から三鬼（前鬼・後鬼・百目鬼）に加えて、古式の祭儀に則って方相氏が加わった。
2018年（平成30年）12月25日付けで大前神社本殿・幣殿及び拝殿が国の重要文化財に指定された。

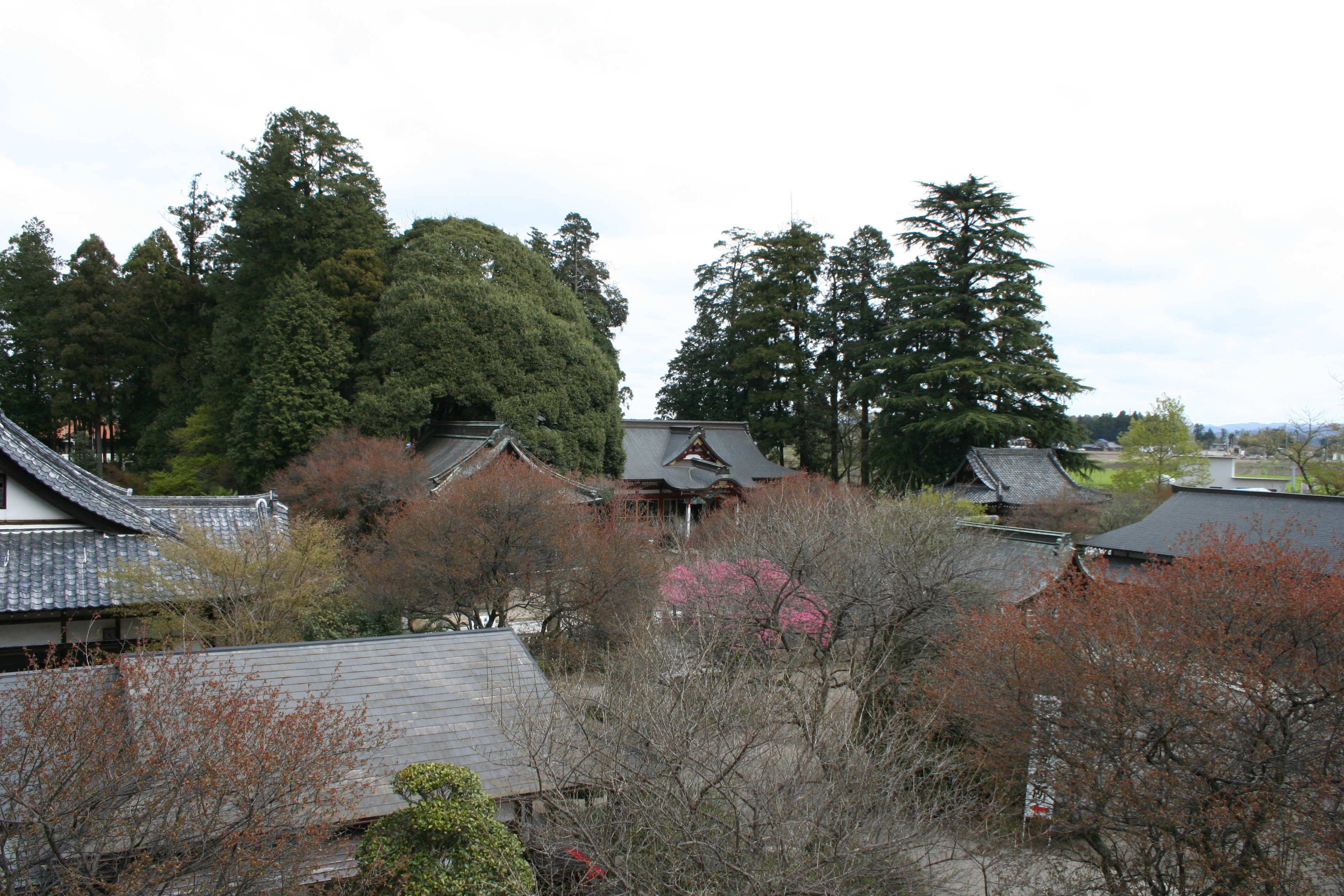
大前神社境内
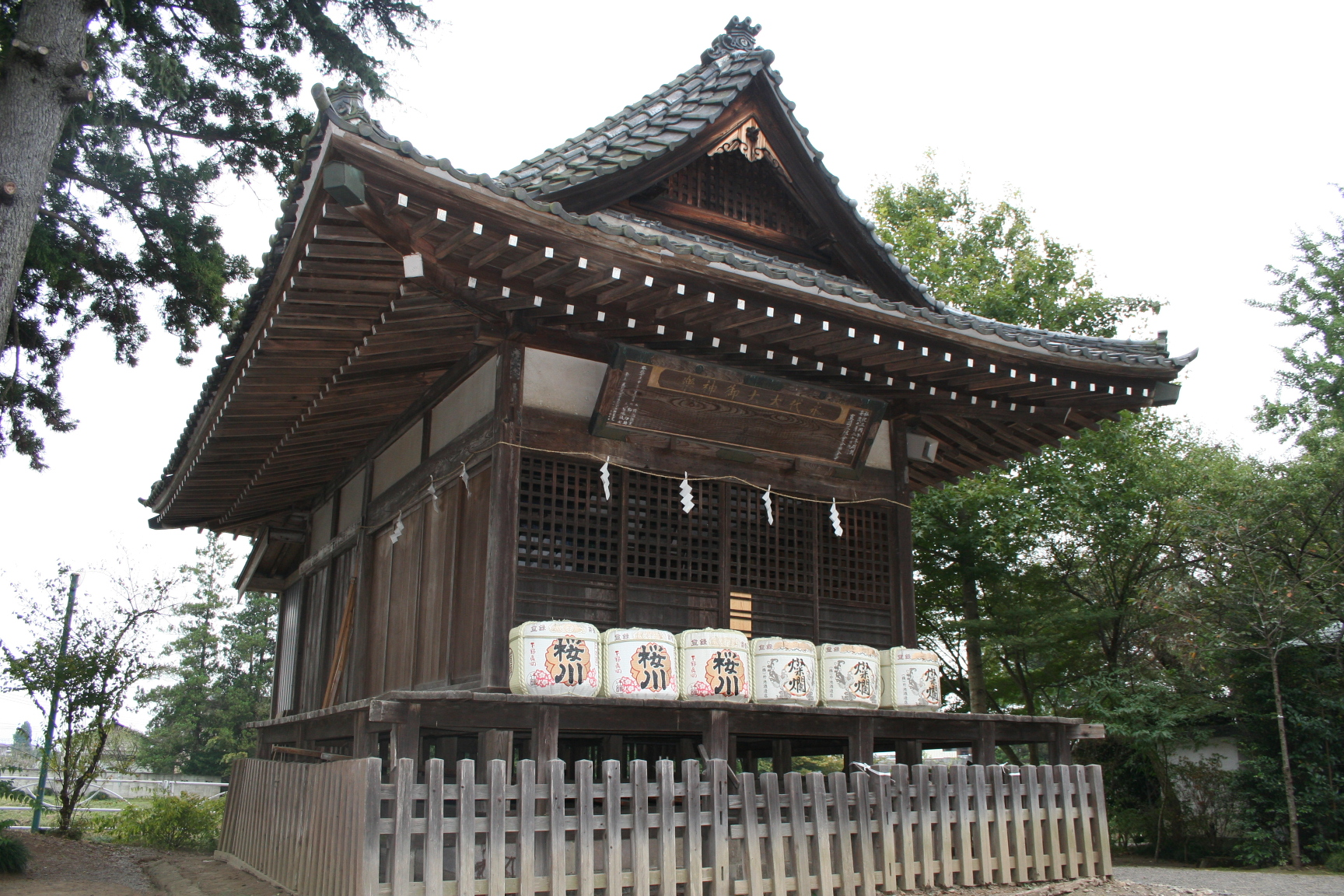
神楽殿
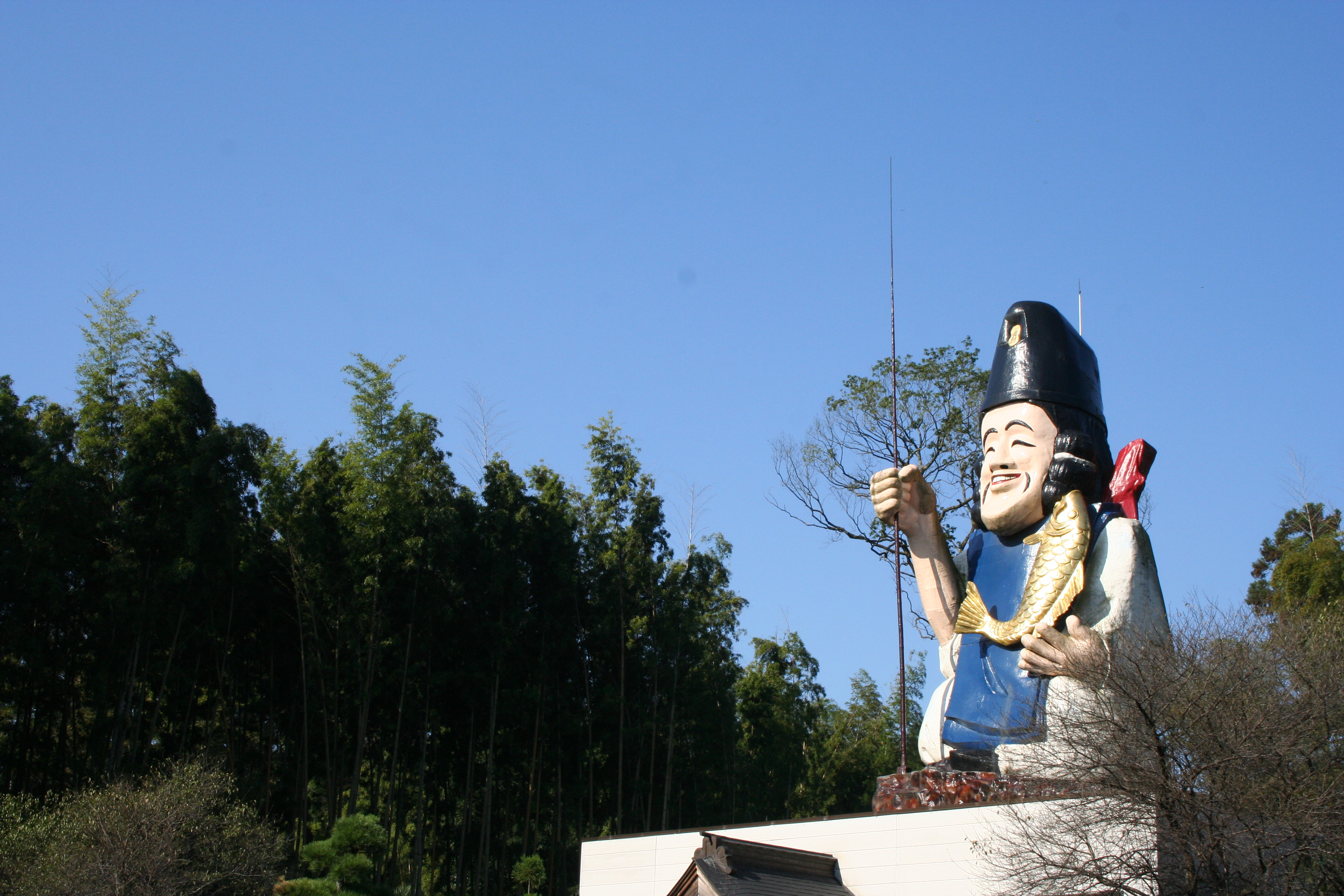
大前恵比寿神社

## 祭事
- 歳旦祭・新春特別祈願祭（1月1日）
- 恵比寿講祭（1月10日・12月10日）
- 節分祭・追儺式（2月3日 ）
- 建国記念日奉祝祭（2月11日）
- 祈年祭（3月28日）神楽奉納
- 献花祭（華道家元池坊宇都宮支部）（5月1日）
- 鎮花祭・子ども生け花体験教室（5月3日）
- 夏越祭・茅の輪くぐり神事（7月31日）
- 七五三祈祷（11月中）
- 七夕祭（8月7日）
- 例大祭（11月9・10日）神楽奉納
- 新嘗祭（11月27日）神楽奉納
- 無火災盗難除祈願祭（12月1日）
- 天長祭（12月23日）
- 除夜祭・大祓式（12月31日）

## 摂末社
摂社（境外社）
- 古聖神社
- 愛宕神社

末社（境内社）

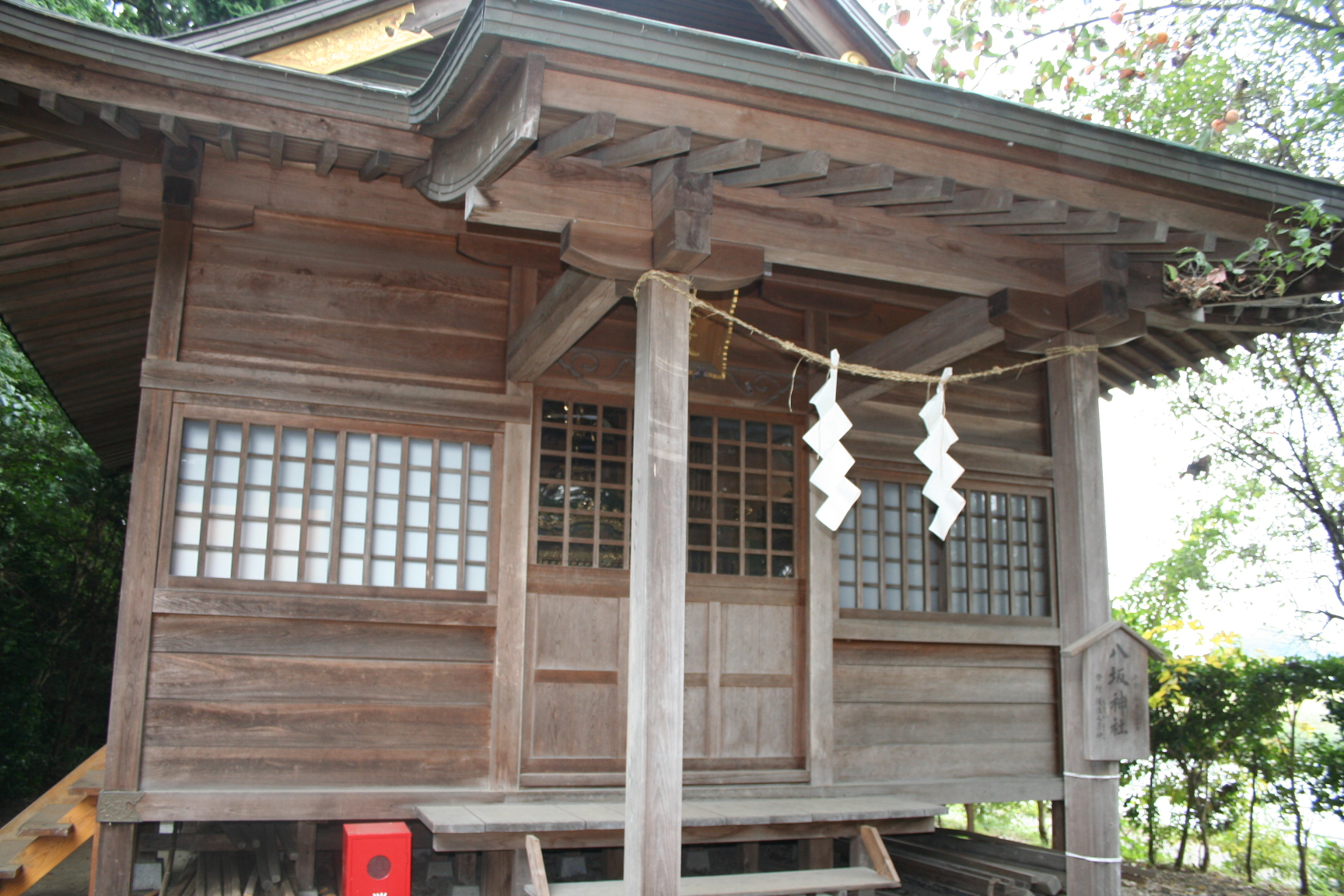
皇大神宮・大物主大国魂神社
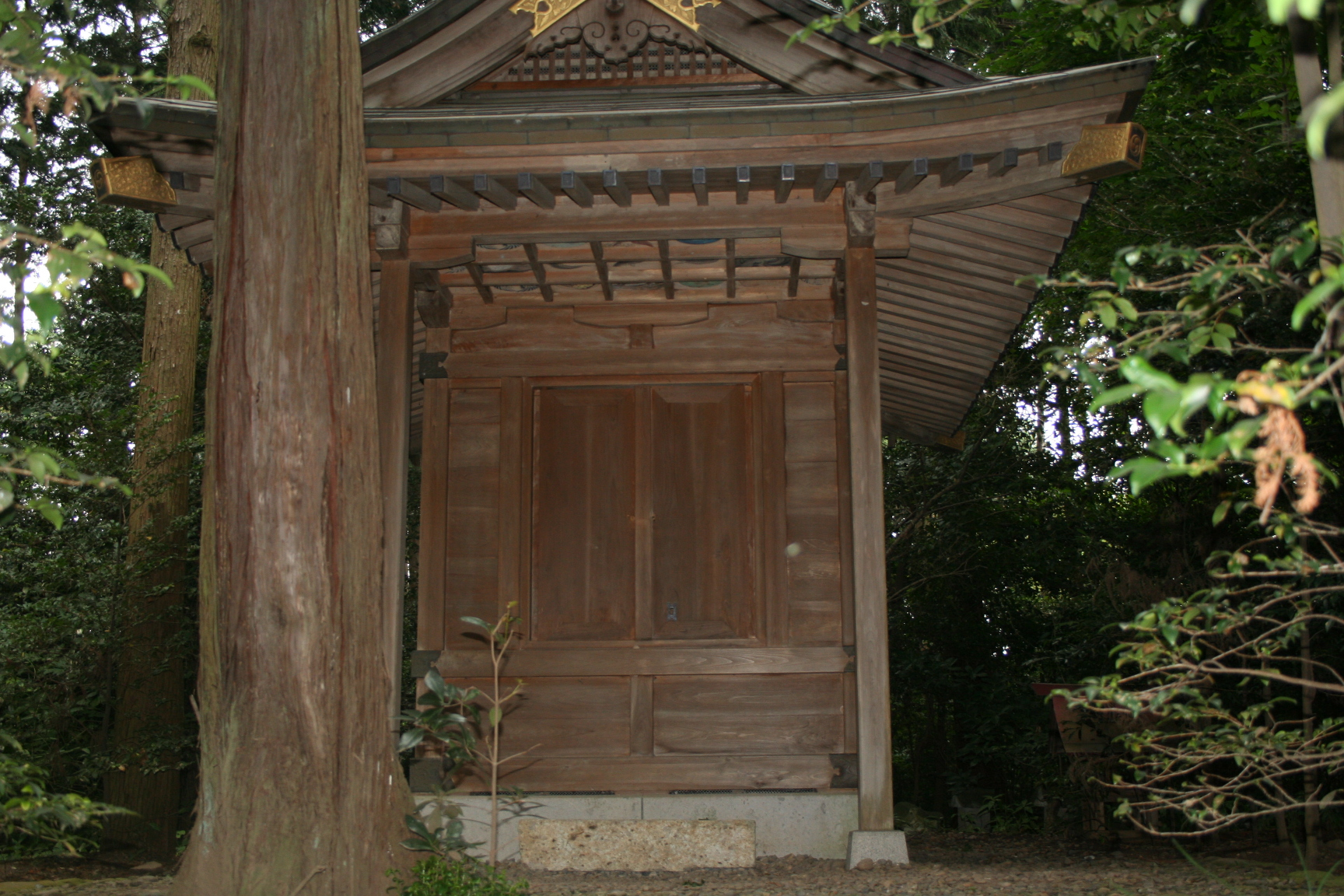
皇大神宮・大物主大国魂神社

- 荒神社
- （二宮）稲荷神社
- 稲荷神社
- 雷神社
- 子安神社
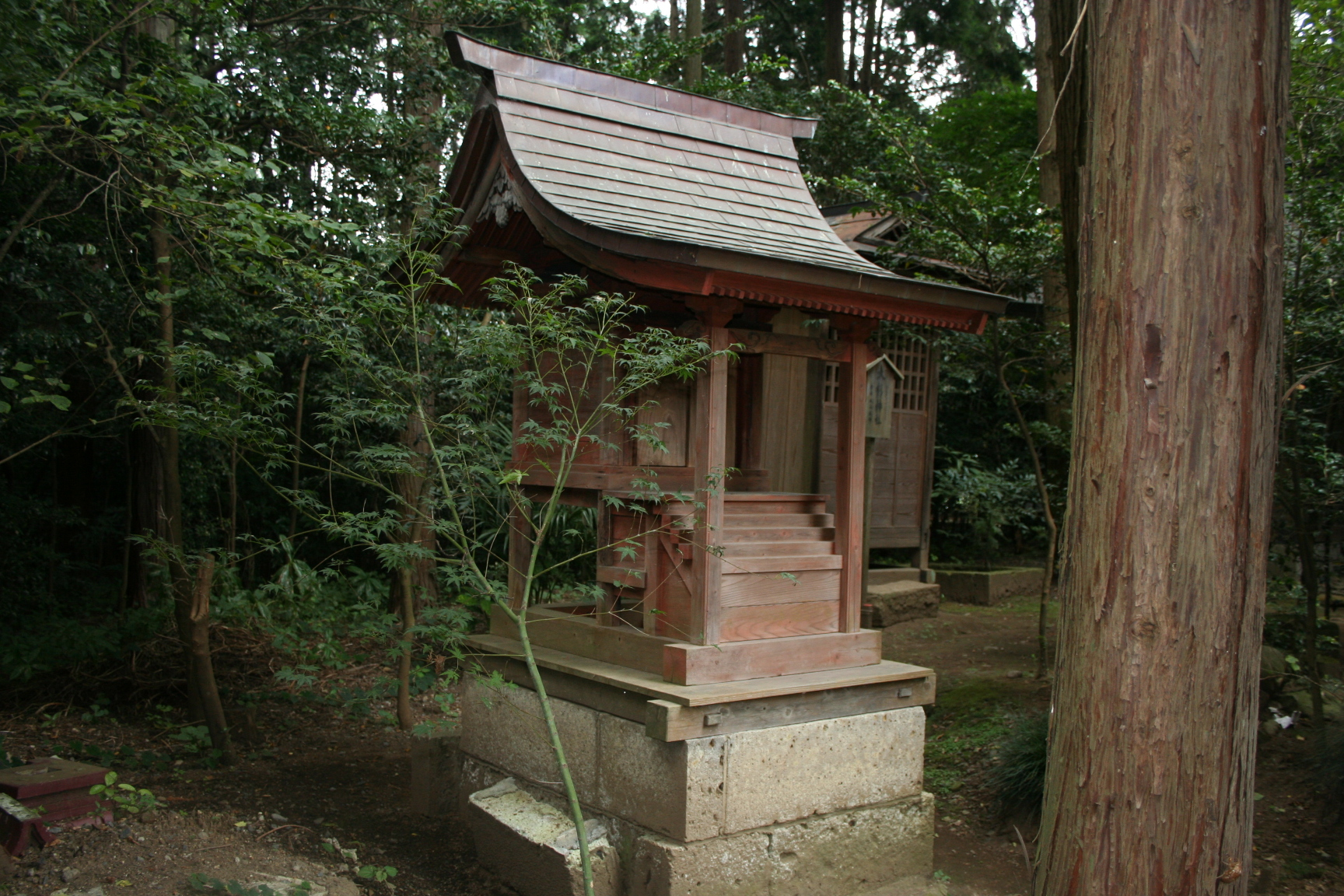
天満宮
- 琴平神社
- 淡島神社
- 足尾山神社（バイク神社）
- 二宮神社
- 大杉神社

- 八坂神社
- 皇大神宮・大物主大国魂神社
- 天満宮

## 文化財

### 重要文化財（国指定）
- 本殿 - 江戸時代中期（1707年）の建立。桁行三間、梁間二間、入母屋造、向拝一間、銅板葺。平成30年（2018年）12月25日指定。
- 幣殿及び拝殿 - 江戸時代中期の建立。拝殿、桁行正面三間、背面五間、梁間三間、入母屋造、正面千鳥破風付、向拝一間、軒唐破風付、銅板葺。幣殿、桁行二間、梁間一間、寄棟造、銅板葺。平成30年（2018年）12月25日指定。

### 栃木県指定文化財
- 両部鳥居
- 銅製灯籠一基
- 太刀 無銘一口
- 紙本墨書平家物語 11冊
- 版本大般若経 586巻
- 元禄絵図
- 山内明府功徳之碑
- 算額
- 永代大大御神楽之碑
- 大前神社大大神楽

## 交通
- 最寄駅：真岡鐵道「北真岡駅」より徒歩15分
- 北関東自動車道　真岡I.Cより約10分
- JR石橋駅から関東バス「石橋駅・真岡車庫」系統にて約35分　「真岡車庫」下車徒歩20分
- JR宇都宮駅から関東バス「宇都宮東武～真岡営業所」方面行きで約1時間　「大前神社前」下車すぐ
- 駐車場：有り

## コラボレーション
空ちゃん（そらちゃん）
モーターマガジン社の雑誌「Mr.Bike BG」の読者投稿欄にて漫画投稿者の赤い羽根のCBが連載している『空ちゃんの旅』の主人公。
末社の足尾山神社がバイク神社と呼ばれている縁でポスターや等身大フィギュアが置かれるなど、コラボレーションを行っている。
2013年（平成25年）1月27日からは「空ちゃん参集」（第1回のみ「空ちゃんミーティング」）というイベントが定期的に開催されている。
また、「空ちゃん参集」に合わせ、イラストレーターのわたべ☆ゆうによりホンダ、カワサキ、スズキ、ヤマハの国内4社のバイク絵馬が奉納され、通常頒布されている。
ついなちゃん
インターネット掲示板で生まれた日本鬼子プロジェクト関連の宗教研究萌えキャラクター。役小角の末裔である方相氏と設定されている。
大前神社とは、2017年（平成29年）の追儺式より方相氏が登場したことにより交流が発生し、2019年（平成31年）の節分にはクラウドファンディングで資金を集め作られた御朱印が奉納された。結果として大前神社および境内社の足尾山神社（バイク神社）の御朱印が作られ、2019年（平成31年）2月の1ヶ月間授与された。
2019年（令和元年）には、ボイスドラマ『鬼っ子ハンターついなちゃん』において、大前神社を舞台とした話も作られた。